# 김봉교
김봉교(金琫敎, 1957년 2월 10일 ~ )은 대한민국의 제11대 경상북도의원이다.

## 학력
- 구미초등학교
- 구미중학교
- 선인고등학교
- 동국대학교 행정학 학사
- 동국대학교 사회과학대학원 행정학 석사

## 경력
- 스포랜드골프클럽 대표
- 사단법인 아름다운가정만들기 이사장
- 구미문화원 부원장
- 구미시 생활체육회 부회장
- 새누리당 경북도당 부위원장
- 새누리당 중앙위원 경북연합회장
- 2012.04 ~ 2014.06 제9대 경상북도의회 의원
- 2014.07 ~ 2018.06 제10대 경상북도의회 의원
- 제10대 경상북도의회 행정보건복지위원회 위원
- 제10대 경상북도의회 경북·대구상생발전특별위원회 위원
- 제10대 경상북도의회 교육위원회 위원
- 제10대 경상북도의회 의회운영위원회 위원장
- 전국시도의회 운영위원장협의회 회장
- 2018.07 ~ 2020.01 제11대 경상북도의회 의원
- 2018.07 ~ 2020.01 제11대 경상북도의회 전반기 문화환경위원회 위원
- 제11대 경상북도의회 통합공항이전특별위원회 위원
- 2018.07 ~ 2020.01 제11대 경상북도의회 전반기 부의장
- 2021.12 ~ 국민의힘 복당
- 2022.01 ~ 2022.03 국민의힘 제20대 대통령선거 경북을살리는선거대책위원회 산하 대통합위원회 위원장

## 역대 선거 결과
|  | 45.38% |

|  | 67.43% |

|  | 0% |

|  | 63.66% |

|  | 7.01% |